# Trevor Yuile
Trevor Yuile auch Trevor Yule (* 20. Jahrhundert in Kanada) ist ein preisgekrönter kanadischer Komponist im Bereich Film und Fernsehen, der durch Kompositionen für namhafte Serien wie Being Erica – Alles auf Anfang oder Orphan Black international bekannt wurde.

## Leben und Karriere
Der in Kanada geborene Trevor Yuile konzentrierte sich in der Schule zunächst auf das Instrument Trompete, bevor er dann bei dem Jazz-Gitarristen und Lehrer Jimmy Bruno an der Gitarre studierte. Zu Beginn seiner Laufbahn schrieb Yuile für rund zehn Jahre Musik für Werbung in einem Jingle House und spielte darüber hinaus als Session-Musiker. Schließlich arbeitete er sich in langformatiges Fernsehen und Film ein. Seit 2007 betreute er zahlreiche Fernsehfilme und Fernsehserien wie Billable Hours, How Do You Solve a Problem Like Maria?, Being Erica – Alles auf Anfang, She’s the Mayor, King, Orphan Black, Stella and Sam, Into the Badlands, Cavendish oder Street Legal.
Neben zahlreichen Episoden für Fernsehserien hat Trevor Yuile auch die Musik für zwei Kinofilme geschrieben. Für Stag, eine Komödie von Regisseur Brett Heard, und den Horrorthriller Torment von Jordan Barker mit Katharine Isabelle, Robin Dunne und Peter DaCunha in den Hauptrollen.
Für seine Musik für die von der Kritik gefeierte Science-Fiction-Fernsehserie Orphan Black, in der Hauptrolle war Tatiana Maslany zu sehen, erhielt er zwischen 2013 und 2017 bei den Canadian Screen Awards gleich mehrere Auszeichnungen.

## Auszeichnungen
Gemini Award
- 2009: Nominierung in der Kategorie Best Original Music Score for a Program or Series für Being Erica – Alles auf Anfang, Episode: Dr. Tom zusammen mit Jody Colero und Lily Frost

Canadian Screen Award
- 2013: Nominierung in der Kategorie Best Original Music Score for a Series für Being Erica, Episode: "Dr. Erica
- 2015: Auszeichnung in der Kategorie Best Original Music Score for a Series für Orphan Black, Episode: By Means Which Have Never Yet Been Tried
- 2016: Auszeichnung in der Kategorie Best Original Music Score for a Series für Orphan Black Episode: Certain Agony of the Battlefield
- 2017: Auszeichnung in der Kategorie Best Original Music Score for a Series für Orphan Black Episode: The Scandal of Altruism

## Filmografie (Auswahl)

### Kinofilme
- 2013: Stag
- 2013: Torment

### Fernsehen
- 2007–2008: Billable Hours (Fernsehserie, 18 Episoden)
- 2008: Spoiled Rotten (Fernsehserie, 1 Episode)
- 2008: How Do You Solve a Problem Like Maria? (Fernsehserie, 14 Episoden)
- 2009–2011: Being Erica – Alles auf Anfang (Fernsehserie, 49 Episoden)
- 2010: Harriet the Spy: Blog Wars (Fernsehfilm)
- 2011: She’s the Mayor (Fernsehserie, 13 Episoden)
- 2011–2012: King (Fernsehserie, 21 Episoden)
- 2013: Be My Valentine (Fernsehfilm)
- 2013–2017: Orphan Black (Fernsehserie, 50 Episoden)
- 2014: The Best Laid Plans (Fernsehserie, 6 Episoden)
- 2014: Stella and Sam (Fernsehserie, 19 Episoden)
- 2014: High Moon (Fernsehfilm)
- 2014: Midnight Masquerade (Fernsehfilm)
- 2015: Killjoys (Fernsehserie, 2 Episoden)
- 2016: Wynonna Earp (Fernsehserie, 1 Episode)
- 2017–2018: Into the Badlands (Fernsehserie, 18 Episoden)
- 2019: Cavendish (Fernsehserie, 8 Episoden)
- 2019: Street Legal (Fernsehserie, 6 Episoden)
- 2019: Turkey Drop (Fernsehfilm)

### Kurzfilme
- 2010: Balancing Act
- 2018: Urchin